# Asterix alle Olimpiadi
Asterix alle Olimpiadi (Astérix aux jeux Olympiques) è la dodicesima storia a fumetti della serie Asterix, creata da René Goscinny (sceneggiatura) e Albert Uderzo (disegni).  La sua prima pubblicazione in volume in lingua originale risale al 1968.

## Trama
C'è euforia nell'accampamento fortificato romano di Aquarium: il prestante legionario Claudius Cornodurus è stato infatti selezionato per partecipare ai Giochi Olimpici in Grecia, e i suoi commilitoni lo acclamano mentre il centurione Tullius Caparbius sogna un brillante exploit per lui e, di riflesso, per sé stesso. La notizia arriva agli irriducibili Galli del vicino villaggio armoricano, i quali, galvanizzati, si mettono in testa di gareggiare anche loro nella prestigiosa manifestazione sportiva.

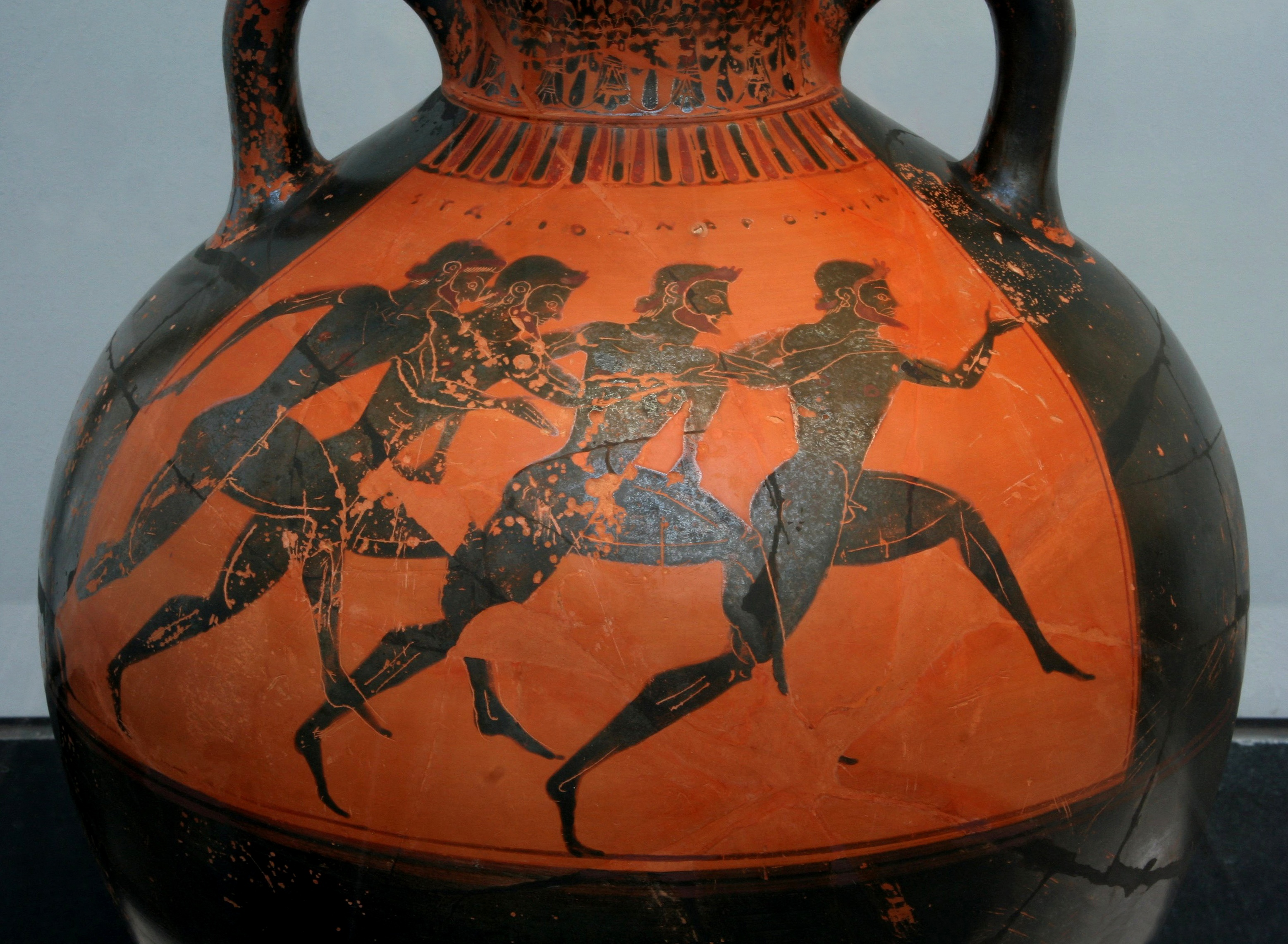
Antichi corridori greci

Il druido Panoramix seleziona Asterix e Obelix quali campioni del villaggio, e i due partono così alla volta del Peloponneso accompagnati dai loro compagni al gran completo, desiderosi di tifare per loro e sostenerli. L'arrivo dell'esuberante compagnia ad Olimpia crea ovviamente scompiglio nel villaggio olimpico, e getta nello sconforto gli atleti romani, consapevoli di non poter competere con la forza fisica derivante dalla ben nota pozione magica dei Galli.
Quando, però, il centurione Caparbius viene a scoprire come il regolamento olimpico vieti espressamente le sostanze che accrescono le prestazioni fisiche, coglie l'occasione per denunciare l'intruglio gallico presso gli Ellanodici. Ad Asterix non resta così che gareggiare da solo e senza il supporto magico, e si concentra quindi sulle sole gare di corsa. Il piccolo eroe fa del suo meglio, ma non riesce ovviamente a competere con gli atleti professionisti ed i Greci (in particolar modo gli Spartani) fanno incetta di vittorie.
Il Bouleuterion decide tuttavia di indire una gara speciale riservata solo agli atleti romano-gallici, per dar loro modo di guadagnare una fetta di gloria. Asterix e Panoramix inducono allora con l'astuzia i Romani a rubare un calderone di pozione magica, a cui il druido ha aggiunto un colorante. I Romani cadono nel trucco e nella gara del giorno successivo trionfano mostrando una sovrannaturale velocità; i Galli presentano però reclamo per comportamento antisportivo mostrando le lingue blu degli atleti quale prova del loro uso di sostanze scorrette. I Romani vengono squalificati ed Asterix premiato con la palma d'oro.
Nel finale, i Galli possono festeggiare la vittoria del loro campione con il solito banchetto sotto le stelle, senza sapere che questi ha però donato il riconoscimento a Caparbius e Cornodurus, permettendo loro di fare una bella figura con Cesare, e consentendo per una volta al condottiero di ritenersi soddisfatto.

## Personaggi principali
I personaggi presenti nella storia più rilevanti ai fini della trama sono:
- Asterix: scelto insieme a Obelix per rappresentare il villaggio e la Gallia tutta alle Olimpiadi, scopre di dover gareggiare senza l'utilizzo della pozione magica. Comprendendo di non poter avere la meglio ad armi pari con atleti ben più allenati, come è solito utilizza l'ingegno per trionfare
- Obelix: insieme ad Asterix viene designato da Panoramix campione del villaggio, ma non può prendere parte ai Giochi in quanto sarebbe scorretto farlo gareggiare, essendo come è noto caduto da piccolo nel calderone del druido, e godendo a tempo indeterminato degli effetti della pozione. Lui tuttavia interpreta male questo fatto, stupendosi dei "pregiudizi" greci nei confronti dei calderoni
- Abraracourcix: insieme a tutta la metà maschile del villaggio segue i suoi eroi in Grecia per sostenerli durante le gare; insieme ai suoi si rende autore di un tifo sfegatato -ben diverso dall'aplomb spartano- lanciandosi in invettive contro il "terreno troppo soffice" o la "cattiva alimentazione di cinghiali" di fronte alla sconfitta di Asterix
- Claudius Cornodurus (Claudius Cornedurus)[3]: prestante legionario dell'accampamento di Aquarium, viene selezionato come atleta romano per partecipare ai giochi. Forte e vigoroso, la sua fiducia in sé stesso viene tuttavia incrinata dai Galli, tanto che più volte dichiara di essere "senza speranza" e abbandonando gli allenamenti in favore di una umile ramazza da spazzino
- Tullius Caparbius: centurione di Aquarium, e allenatore di Cornodurus, sogna una brillante carriera grazie alle vittorie di quest'ultimo, ma deve fare i conti con l'intromissione dei Galli. Può tuttavia godere, insieme al suo pupillo, di un finale felice grazie alla magnanimità di Asterix che cede loro la palma della vittoria

## Riferimenti storici
L'albo uscì in Francia nel 1968, in concomitanza con i Giochi della XIX Olimpiade a Città del Messico. La vicenda ironizza sull'uso del doping sportivo e vari aspetti delle Olimpiadi, antiche e moderne. Da notare in particolare una parafrasi del celebre motto olimpico pronunciata da Abraracourcix, che alle proteste del romano Caparbius risponde "non vi impediremo di partecipare... ma saremo noi a vincere!".

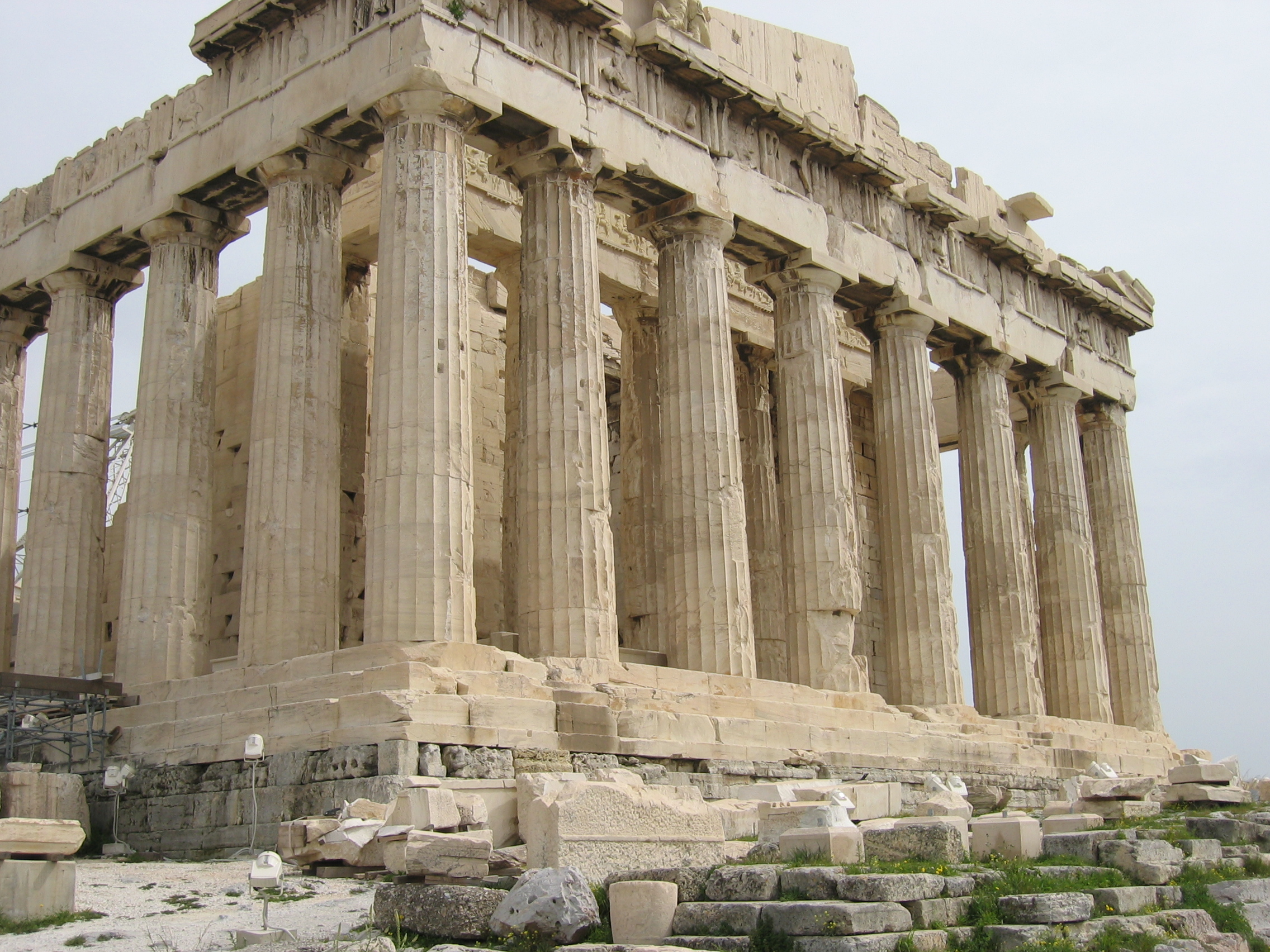
Il partenone di Atene

In una tavola successiva si vede una donna, scacciata dallo stadio perché - fatto storicamente accertato - nell'antichità solo i maschi potevano assistere ai Giochi, promettendo che un giorno le donne non solo assisteranno ma prenderanno anche parte alle competizioni, cosa che accadrà a partire dalle Olimpiadi del 1928; altri riferimenti ai giochi moderni sono la parata iniziale degli atleti, con tanto di cartelli per le varie nazioni. Inoltre, come è consuetudine negli albi di Asterix, nella storia vengono ripresi vari stereotipi e cliché relativi questa volta alla Grecia, antica e moderna. In particolare i Greci vengono presentati tutti con dei caratteristici profili e con un forte senso della famiglia che si esplica dal fatto di essere praticamente tutti cugini fra di loro. Il modo di parlare dei Greci viene inoltre reso graficamente usando nelle loro nuvolette una grafia ellenizzante (come già avvenuto anche in Asterix legionario) e i nomi dei personaggi greci terminano tutti in -as ed -os, in analogia con quelli gallici che terminano invece in -ix. Nel corso delle tavole appaiono monumenti storici quali il Partenone, l'Acropoli ed il Pireo di Atene, le costruzioni di Olimpia, ed il Colosso di Rodi, nel fumetto non una statua ma una vera e propria persona: un massiccio lottatore originario appunto di Rodi. Da notare come i Galli commentino le meraviglie elleniche con un certo provincialismo, con constatazioni quali "mi ricorda Marsiglia" o "non è male, se ti piacciono le colonne". Inoltre, un bassorilievo marmoreo visto nella tavola 25 riporta le caricature degli stessi autori, come esplicato dalle scritte in greco ΓΟΣΚΙΝΝΙ, ΥΔΕΡΖΟ. Altre scritte li identificano rispettivamente come ΔΕΣΠΟΤΗΣ e ΤΥΡΑΝΝΟΣ, ovvero "despota" e "tiranno".

### Riferimenti ad altri albi
Questo è il primo albo in cui il vegliardo Matusalemix (Agecanonix), già presente nelle storie fin da Asterix gladiatore ma con un disegno solo abbozzato, assume le sue fattezze definitive e viene chiamato per nome, assurgendo al ruolo di personaggio di rilievo benché secondario. Emergono qui alcune sue caratteristiche, come la nostalgia per i "bei tempi" della battaglia di Gergovia (nel 52 a.C.) e soprattutto l'amore per le belle ragazze: nella successiva storia Asterix e la zizzania si scoprirà come il vecchio sia sposato alla donna più affascinante del villaggio.

## Storia editoriale
In Francia la storia fu serializzata inizialmente all'interno della rivista Pilote, in cui apparve a puntate dal numero 434 (15 febbraio 1968) al 455 (25 luglio 1968); in seguito è stata pubblicata in albo cartonato nel 1968 dall'editore Dargaud.
Attualmente l'albo viene ristampato dalla casa editrice Hachette Livre, che nel dicembre 2008 acquisì da Uderzo e da Anna Goscinny (figlia dello scomparso René) tutti i diritti sulle pubblicazioni di Asterix.
Nel 2008, in occasione dell'uscita del film omonimo, è stata pubblicata in Francia come in Italia un'edizione speciale dell'albo, a tiratura limitata e con una nuova copertina.
Inoltre nel 1986, durante la campagna promozionale per l'assegnazione a Parigi dei Giochi della XXV Olimpiade (poi assegnati a Barcellona) venne realizzato vario materiale promozionale a sfondo olimpico con protagonista Asterix, fra cui poster e una storia di 4 tavole dal titolo Lutèce olympique, in seguito ripubblicata nell'albo Asterix tra banchi e... banchetti.

### Edizioni estere

#### Italia
In Italia l'albo è edito, come gli altri della serie, da Mondadori; la prima edizione italiana risale al giugno 1972 per la traduzione di Luciana Marconcini. La Mondadori ha ristampato l'albo più volte nel corso degli anni; l'ultima edizione, condotta su quella francese di Hachette Livre, è della fine del 2011 e rispetto alle precedenti presenta, pur mantenendo invariata la traduzione, una copertina diversa, un nuovo lettering e una colorazione rinnovata; è inoltre caratterizzata dall'avere la sagoma di Asterix stampata in rosso sulla costa. La storia è stata pubblicata a puntate anche all'interno della rivista Il Giornalino (Edizioni San Paolo), nella quale fece la sua prima apparizione nel 1976 venendovi poi ristampata periodicamente. Tale edizione è basata su quella Mondadori e presenta la stessa traduzione di Luciana Marconcini. Un'ulteriore edizione italiana dell'albo è stata quella pubblicata da Fabbri/Dargaud, datata maggio 1983. Anche questa era basata sull'edizione Mondadori, e presenta il medesimo titolo e la medesima traduzione. Ancora, la storia è stata pubblicata all'interno della rivista Star Comix, della quasi omonima casa editrice Star Comics, in cui apparve a puntate dal numero 4 (luglio 1992) al numero 6 (settembre 1992). Questa edizione presenta una traduzione diversa rispetto a quella Mondadori. Inoltre, dal momento che tale rivista era stampata in formato orizzontale (lo stesso di Lupo Alberto), la storia vi fu inusualmente pubblicata suddividendo in due ciascuna tavola, e stampandone una metà per pagina.

## In altre lingue
Il titolo originale dell'albo, Astérix aux jeux Olympiques, è stato tradotto come segue in alcune delle principali lingue in cui il fumetto è edito; vengono inoltre indicate la casa editrice e l'anno di prima pubblicazione:
- catalano:  Astèrix als Jocs Olimpics - Salvat editores,  Spagna (prima edizione Editorial Bruguera, 1969)
- coreano: 아스테릭스, 올림픠에나가다 - Asteriks, ollimpige nagada - Moonhak-kwa-Jisung-Sa,  Corea del Sud, 2001
- danese: Olympisk mester! - Egmont Serieforlaget A/S,  Danimarca, 1972
- finlandese: Asterix Olympialaisissa - Egmont Kustanus Oy,  Finlandia, 1970
- greco: Ο Αστεριξ στους Ολυμπιακους Αγωνες (O Asterix stous Olympiakous Agones) - Mamouth Comix,  Grecia, 1992 (prima edizione Spanos, 1969)
- inglese: Asterix at the Olympic Games - Orion,  Regno Unito, 1972
- latino: Asterix Olympius - Egmont Ehapa Verlag,  Germania
- olandese: Asterix en de Olympische spelen - Hachette Livre,  Paesi Bassi (prima edizione Dargaud, 1972)
- polacco: Asteriks na Igrzyskach Olimpijskich - Egmont Poland Ltd,  Polonia, 1993
- portoghese: Astérix nos Jogos Olímpicos - Edições ASA,  Portogallo, 1968
- spagnolo: Asterix y los juegos olimpicos - Salvat editores,  Spagna, 1968
- svedese: Asterix på olympiaden - Egmont Kärnan AB,  Svezia, 1972
- tedesco: Asterix bei den Olympischen Spielen - Egmont Ehapa Verlag,  Germania, 1972

## Altri media

### Cinema
- Asterix alle Olimpiadi, (2008) per la regia di Frédéric Forestier e con Clovis Cornillac e Gérard Depardieu[19]. La trama del lungometraggio ha tuttavia ben poco in comune con la versione cartacea, a parte l'ambientazione olimpica e l'espediente finale di aggiungere un colorante alla pozione per smascherare gli imbrogli dei romani e farli squalificare[20].

### Videogiochi
- Dall'albo è stato tratto anche un videogioco omonimo, Asterix alle Olimpiadi,  uscito nel 2007 per le piattaforme PlayStation 2, Wii, Nintendo DS e Xbox360[21].